# John Propitius
 (avril 2022).
John Propitius (né en 1953 à Baarn) est un organiste, compositeur et chef de chœur néerlandais.

## Biographie
Après l'apprentissage élémentaire de l'orgue avec Gijsbert Brinks et Jaap Zwart, John Propitius a étudié au Conservatoire d'Utrecht avec Nico van den Hooven et Jan Welmers (nl). Il est, à seize ans, organiste à l'église réformée de sa paroisse natale de Baarn. En 1977, il devient organiste à la Vieille église (nl) de Barneveld et en 1997 à l'église réformée de Driebergen. Pour des raisons de santé, il a arrêté ses activités de concert en 2009,, mais est toujours actif en tant que chef de chœur à Soest, Hilversum et Amerongen.
Il est connu pour ses interprétations de musique sacrée, en particulier pour ses improvisations sur les psaumes. Il a enregistré plusieurs disques et CD et nombre de ses interprétations sont présentes sur la chaîne YouTube de l'éditeur JQZ.

## Compositions
- Introïtus et Toccata sur le Psaume 56 (Improvisations, Partie 1)
- Aria sur le Psaume 121 ; prélude du choral "Quand le Sauveur paraîtra" ; Méditation sur "Les dix commandements du Seigneur" (Improvisations, Partie 2)
- Méditation sur le Psaume 141 ; Fantaisie sur le Psaume 124 (Improvisations, Partie 3)

## Discographie
- John Propitius – Speelt Eigen Koraalbewerkingen Martinikerk Bolsward (JQZ Muziekprodukties, 1985)
- Een naam is onze hope (JQZ)
- John Propitius Improviseert (2004)
- Psaumes Rond Israël (Animato, 2008)